# Anthony Le Tallec
Anthony Le Tallec, född 3 oktober 1984 i Hennebont, Frankrike är en fransk fotbollsspelare som spelar för det franska laget FC Annecy.

## Klubblagskarriär

### Liverpool
Le Tallec köptes tillsammans med sin kusin Florent Sinama-Pongolle från Le Havre till engelska Liverpool 2003 efter att ha imponerat på Gérard Houllier i U16-EM 2001.
Inför säsongen 2005/2006 lånades han ut till Sunderland för att få mer erfarenhet från förstalagsfotboll vilket välkomnades av Le Tallec själv: "Jag är en tävlingsmänniska och vill spela hela tiden, men i Liverpool var det omöjligt. Jag valde att komma till Sunderland eftersom jag behöver spela varje vecka." Under en säsong som var en besvikelse för laget blev Le Tallec klubbens bästa målgörare genom att göra fem mål i liga och cuper. Han gjorde mål på nick mot Fulham i en segermatch som kom att bli Sunderlands enda seger på hemmaplan på hela säsongen.
I maj 2006 var perioden hos Sunderland över och Le Tallec återvände till Liverpool men han gavs inget tröjnummer av managern Rafael Benitez. I augusti lånades han ut igen, denna gång till Sochaux. Med Sochaux vann han den franska cupen efter att själv ha gjort kvitterinsmålet i finalen som man sedan lyckades vinna på straffar. I motståndarlaget Marseille gjorde Djibril Cissé (även han utlånad från Liverpool) två mål.

### Le Mans
Den 31 augusti 2007 rapporterades det i media att den skotska Premier League-klubben Hearts var nära att köpa Le Tallec. Men istället beslutades det att Le Tallec skulle lånas ut på nytt. Le Mans lånade honom under hela säsongen och hade i låneavtalet skrivit en klausul som gjorde att man skulle kunna göra övergången permanent för 1,1 miljoner pund. Efter säsongen valde Le Mans att utnyttja klausulen och skrev ett kontrakt över fyra och ett halvt år med Le Tallec.

### Auxerre
Den 28 juni 2010 skrev Le Tallec på ett fyraårskontrakt med Auxerre som betalade Le Mans cirka 3 miljoner euro för övergången.

## Landslagskarriär
När Frankrike tog sig till final i U16-Em 2001 gjorde Le Tallec fem mål. Tillsammans med kusinen Florent Sinama-Pongolle imponerade han stort i U17-VM samma år då han gjorde sex mål, inklusive ett i finalen mot Nigeria, och blev utsedd till turneringens näst bästa spelare bakom kusinen. Frankrike vann turneringen.
I maj 2006 blev han uttagen i Frankrikes U21-landslag till U21-EM som hölls i Portugal mellan 23 maj och 4 juni. Le Tallec spelade bara i Frankrikes sista gruppmatch, då man redan säkrat avancemang, och blev utbytt efter 61 minuter.

## Meriter
Frankrike
- 2001 — U17-VM

FC Sochaux
- 2007 — Franska cupen